# Rotbeeren-Wacholder
Der Rotbeeren-Wacholder (Juniperus coahuilensis) ist eine Pflanzenart aus der Familie der Zypressengewächse (Cupressaceae). Er ist im Süden der USA sowie in Nord-Mexiko heimisch.

## Beschreibung
Der Rotbeeren-Wacholder wächst als immergrüner Strauch oder Baum, der Wuchshöhen von bis zu 8 Meter und Brusthöhendurchmesser von bis zu 1 Meter erreichen kann. Als Baum ist er einstämmig, während sich die Strauchform bereits am Boden verzweigt. Die Äste gehen gerade oder aufsteigend vom Stamm ab und bilden eine flach-kugelige bis unregelmäßige Krone. Die graue bis braune Borke blättert in langen Streifen ab. Die Rinde der dünneren Zweige ist glatt, während die von dickeren Zweigen in Streifen oder gelegentlich auch in Flocken abblättert.
Die Art bildet zwei verschiedene Arten von Nadeln aus. Die grünem bis hellgrünen, schuppenartigen Blätter erreichen eine Länge von 1 bis 3 Millimeter. Sie sind gekielt und ihre Spitze ist spitz zulaufend. Sie überlappen sich nie oder nur bis zu einem Viertel ihrer Gesamtlänge. Die begeißelten Nadeln sind an der Nadeloberseite blaugrün gefärbt und werden 4 bis 6 Millimeter groß. Alle Nadeln haben gezähnte Blattränder und an ihrer Unterseite findet man elliptische oder eiförmige Drüsen, von denen einige ein auffällig weiße, kristalline Flüssigkeit absondern.
Der Rotbeeren-Wacholder ist zweihäusig-getrenntgeschlechtlich (diözisch) und die Zapfen reifen nach einem Jahr. Die beerenförmigen Zapfen stehen an geraden Stielen und sind bei einer Größe von 6 bis 7 Millimeter kugelig bis eiförmig geformt. Zur Reife hin sind sie rosa, gelborange, orange oder dunkelrot gefärbt und werden von einer blaugrünlichen Schicht bedeckt. Jeder der fleischigen und süß schmeckenden Zapfen trägt ein bis zwei Samenkörner. Die Samen erreichen eine Länge von 4 bis 5 Millimeter.

## Verbreitung und Standort
Das natürliche Verbreitungsgebiet des Rotbeeren-Wacholder liegt im Süden der USA sowie im Norden Mexikos. Es umfasst in den USA die Bundesstaaten Arizona, New Mexico und das südwestliche Texas. In Mexiko findet man die Art nur im Bundesstaat Coahuila.
Der Rotbeeren-Wacholder gedeiht in Höhenlagen von 980 bis 2200 Metern. Man findet die Art vor allem in Grassteppen sowie auf daran angrenzenden, felsigen Berghängen. Vor allem in Arizona kommt es zur Bildung von Mischbeständen mit dem Utah-Wacholder (Juniperus osteosperma). Als weitere vergesellschaftete Arten können Opuntien (Opuntia) sowie Palmlilien (Yucca) auftreten.

## Nutzung
Früher wurde das Holz zur Herstellung von Zaunpfählen genutzt.

## Systematik
Die Erstbeschreibung als Juniperus erythrocarpa var. coahuilensis erfolgte 1946 durch Maximino Martínez in Anales del Institutó de Biología de la Universidad Nacional Autonoma de México, Série Biologia, Band 17, Nummer 1, Seite 115–116. Henri Marcel Gaussen beschrieb die Varietät im Jahr 1968 in Travaux du Laboratorie Forestier de Toulouse, Nummer 1(2/10), Seite 154 als eigenständige Art Juniperus coahuilensis.
Die Art wird in zwei Varietäten unterteilt:
- Juniperus coahuilensis var. arizonica R.P.Adams kommt in Arizona, New Mexico, Texas und im mexikanischen Bundesstaat Sonora vor.[1][4] Eine von  Robert Phillip Adams im Jahr 2006 veröffentlichte Arbeit stützt mithilfe von DNA-Analysen die Annahme, dass die Varietät als eigenständige Art Juniperus arizonica R.P.Adams angesehen werden sollte.[5]
- Juniperus coahuilensis var. coahuilensis ist die Nominatform  und kommt vom südwestlichen Texas bis ins nordöstliche Mexiko vor.[1][4]

Im Big-Bend-Nationalpark sowie wahrscheinlich in der Nähe von Saltillo kommt es zur Hybridbildung mit Juniperus pinchotii.

## Gefährdung und Schutz
Der Rotbeeren-Wacholder wird in der Roten Liste der IUCN als „nicht gefährdet“ geführt. Die Varietät arizonica wird ebenfalls als „nicht gefährdet“ gelistet. Beide Varietäten kommen häufig vor und die Bestände scheinen sich zu vergrößern.